# Карл-Маркус Гаус
Карл-Маркус Гаус (на немски: Karl-Markus Gauß) е австрийски писател – автор на есета, пътеписи, литературен критик, издател.

## Биография
Карл-Маркус Гаус е роден през 1954 г. в Залцбург. Следва германистика и история в Залцбургския университет. Рано си създава име със своите литературни есета, които първоначално публикува във Винер тагебух.
От 1991 г. Гаус е издател и главен редактор на литературното списание Литератур унд критик. В това списание той отразява собствените си културни възгледи.
Наред с това сътрудничи на Зюддойче Цайтунг (като колумнист), Нойе Цюрхер Цайтунг и редовно публикува в редица арстрийски вестници и списания.
През 2006 г. Гаус е приет за член на Немската академия за език и литература в Дармщат.
През 2007 г. става почетен доктор по философия на Залцбургския университет.
Живее в Залцбург.

## Награди и отличия
- 1987: Internationaler Preis von Portoroz für Essayistik
- 1988: Staatsstipendium des Bundesministeriums für Unterricht und Kunst
- 1989: Buchprämie des Bundesministeriums für Unterricht und Kunst
- 1992: Literaturstipendium der Stadt Salzburg
- 1994: Buchprämie des Bundesministeriums für Unterricht und Kunst
- 1994: „Австрийска държавна награда за културна публицистика“
- 1997: „Европейска награда за есеистика Шарл Вейон“ für Das Europäische Alphabet
- 1998: Bruno-Kreisky-Preis für das politische Buch für Ins unentdeckte Österreich
- 1998: Literaturpreis der Salzburger Wirtschaft[1]
- 2001: „Почетна награда на австрийските книгоиздатели за толерантност в мислите и действията“
- 2004: René-Marcic-Preis
- 2005: „Награда Манес Шпербер“, Виена
- 2005: Preis für mitteleuropäische Literatur von Vilenica (Slowenien)[2]
- 2006: Georg-Dehio-Buchpreis (Hauptpreis)[3]
- 2007: Mitteleuropa-Preis
- 2009: „Голяма художествена награда на провинция Залцбург“
- 2010: „Награда Йохан Хайнрих Мерк“
- 2013: „Австрийска награда за художествена литература“
- 2013: Internationaler Preis für Kunst und Kultur des Kulturfonds der Stadt Salzburg[4]
- 2014: Ehrenzeichen des Landes Salzburg (2014)[5]
- 2018: Награда за европейска есеистика „Жан Амери“[6]